# Christoph Bartsch
Christoph Bartsch (...) è un ex bobbista tedesco.

## Biografia
Viene ricordato come vincitore di una medaglia d'argento nella sua disciplina, ottenuta ai campionati mondiali del 1997 (edizione tenutasi a St. Moritz, Svizzera) insieme ai suoi connazionali Dirk Wiese, Thorsten Voss e Michael Liekmeier
Nell'edizione l'oro andò all'altra nazionale tedesca e il bronzo alla nazionale statunitense.